# کوزویدی (ناحیه ییچین)
کوزویدی (به چکی: Kozojedy) یک منطقهٔ مسکونی در جمهوری چک است که در شهرستان ییچین واقع شده‌است.